# Candy Costie
Candace Costie dite Candy Costie, née le 12 mars 1963 à Seattle, est une nageuse synchronisée américaine.

## Palmarès
Candy Costie évolue en duo avec Tracie Ruiz. Vice-champion des États-Unis en 1980 et vice-champion du monde en 1982, le duo Costie-Ruiz  remporte quatre titres nationaux et est médaillé d'or aux Jeux panaméricains de 1983. Costie est aussi lors de ces Jeux médaillée d'argent par équipe.
Elle est sacrée championne olympique en duo aux Jeux olympiques de 1984 se tenant à Los Angeles. Elle prend sa retraite après ces Jeux.
Elle est intronisée à l'International Swimming Hall of Fame en 1995.